# Sugolo
Il sugolo (sugol)  o sugalo (sugal) o sugo d'uva è una sorta di budino di antiche origini contadine, che si prepara nel periodo della vendemmia usando il mosto  legato con la farina.

## Storia e caratteristiche
Anticamente veniva preparato con solo mosto e farina; le ricette recenti prevedono spesso anche l'aggiunta di ulteriore zucchero oltre a quello  dell’uva stessa. Si gusta da solo, oppure come accompagnamento della  torta sbrisolona o col vino, solitamente dello stesso vitigno utilizzato per la sua preparazione.
Il sügol (nel dialetto mantovano) ha acquisito dal 2021 lo stato di "De.C.O." (Denominazione comunale d'origine), con delibera del comune di Gonzaga. Questa versione del sugolo prende il nome di crepada perché viene cotta fino a quando la buccia dei chicchi d'uva non si crepa.
I sugali o sugal  sono PAT anche in Emilia-Romagna. In Romagna  (Ravenna, Faenza) sono piccoli budini ottenuti addensando mosto d'uva (preferibilmente uva fragola) con farina di grano e di granoturco (Ravenna) oppure farina di grano e pangrattato (Faenza), unendo semi di anice. 

## Varianti
Il budino di mosto viene preparato seguendo un procedimento simile a quello del sugolo. Tuttavia, quest'ultimo viene cotto per meno tempo.